# Cumings, Texas
Cumings là một nơi ấn định cho điều tra dân số (CDP) thuộc quận Fort Bend, tiểu bang Texas, Hoa Kỳ. Năm 2010, dân số của nơi này là 981 người.

## Dân số
- Dân số năm 2000: 683 người.
- Dân số năm 2010: 981 người.